# Dicée hirondelle
Dicaeum hirundinaceum
Espèce
Statut de conservation UICN

 LC  : Préoccupation mineure
Le Dicée hirondelle (Dicaeum hirundinaceum) est une espèce de passereaux placée dans la famille des Dicaeidae.

## Description

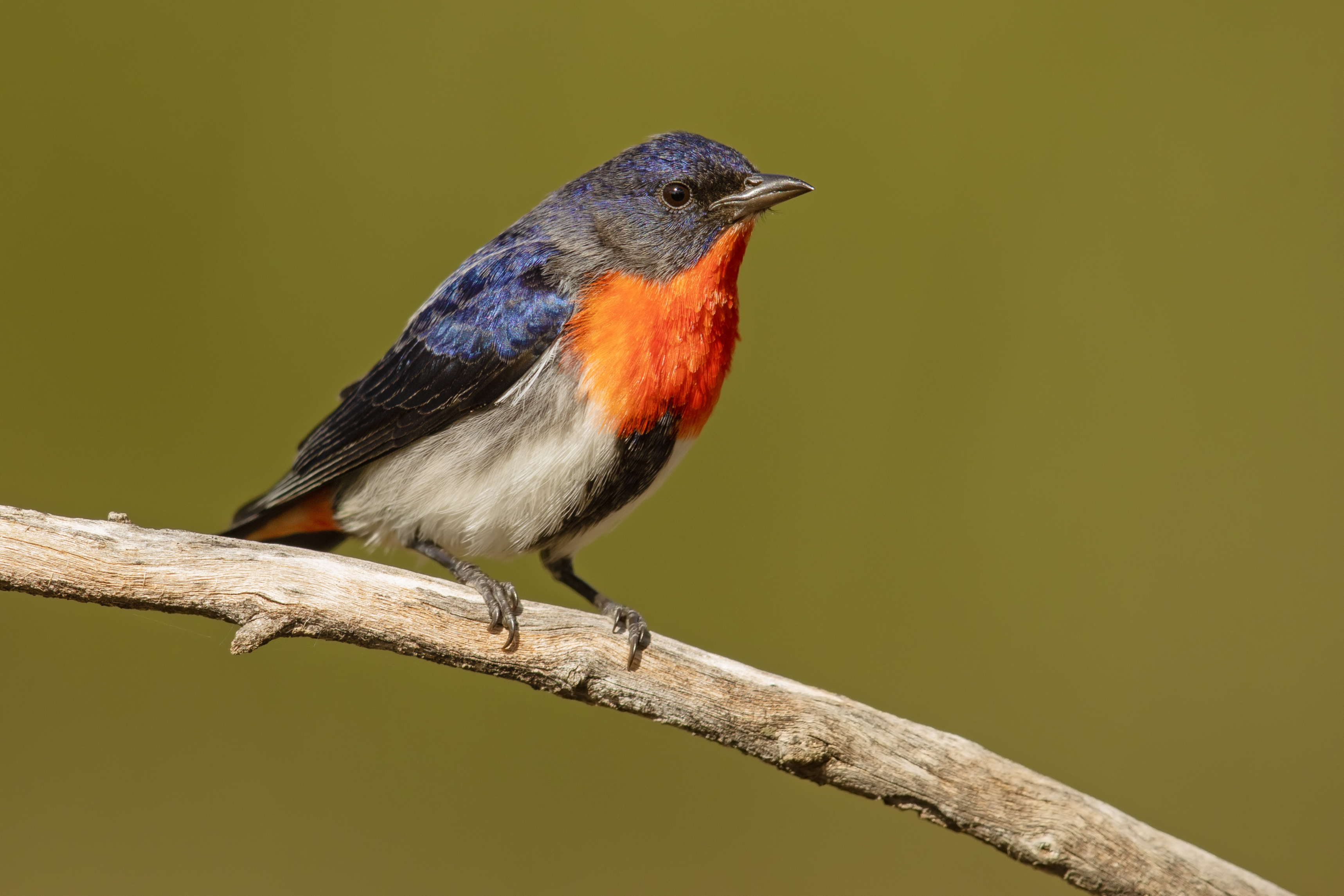
Dicée hirondelle, en Nouvelle-Galles du Sud, Australie. Juillet 2020.

Il mesure 10 à 11 cm de longueur. Le mâle est bleu-noir, a la poitrine rouge et le dessous de la queue d'un rouge léger et a une bande noire centrale descendant jusqu'à son ventre blanc. La femelle, moins voyante, est gris foncé avec un ventre gris clair et juste une touche de rouge sous la queue. Les immatures sont semblables à la femelle mais ont un bec orange au lieu de noir.

## Alimentation
Cet oiseau se nourrit des baies de gui, de nectar, de pollen, d'araignées et d'insectes. Pendant la saison où il n'y a pas de baies de gui, il mange d'autres baies. Il consomme également le fruit d'Amyema quandang (en) que les autres oiseaux ignorent.[réf. nécessaire]

## Répartition et sous-espèces
Selon la classification de référence du Congrès ornithologique international (15.1, 2025) :
- Dicaeum hirundinaceum ignicolle (Gray,GR, 1858) — îles Aru
- Dicaeum hirundinaceum hirundinaceum (Shaw, 1792) — îles du détroit de Torrès et Australie (sauf Tasmanie).